# Gregory Hansen
Pour les articles homonymes, voir Hansen.
Gregory Hansen est un scénariste et producteur américain né en 1962.

## Filmographie

### Cinéma
Scénariste
- 1993 : Drôles de fantômes

Producteur
- 1993 : Drôles de fantômes

## Distinctions
Nominations
- Saturn Award :
  - Saturn Award du meilleur scénario 1994 (Drôles de fantômes)